# Bundesverband Holzpackmittel, Paletten, Exportverpackung

Logo des HPE

Der Bundesverband Holzpackmittel, Paletten, Exportverpackung e. V. (HPE)  mit seiner Geschäftsstelle in Bad Honnef ist ein Fachverband mit bundesweit mehr als 420 überwiegend inhabergeführten Unternehmen aus allen Bereichen der Holzpackmittelindustrie, die rund 80 Prozent des Branchenumsatzes von rund 2,3 Milliarden Euro erwirtschaften. Die Mitglieder des HPE bestehen aus Anbietern von Paletten, Packmitteln, Kabeltrommeln, Steigen und Spankörben aus Holz sowie Dienstleistern aus den Bereichen Verpacken, Containerstau und Logistik. Der hochgerechnete Holzbedarf der Branche liegt – inklusive der Kleinbetriebe unter 20 Mitarbeitern – bei rund sechs Millionen Kubikmetern pro Jahr.
Der HPE ist Mitglied im Europäischen Verband der Holzpaletten- und Holzpackmittelindustrie (FEFPEB). National ist der HPE Mitglied im Hauptverband der Deutschen Holzindustrie (HDH) e. V. und in der Arbeitsgemeinschaft Roholz (agr) e. V.

## Wirtschaftliche Bedeutung
Die Branche zählt zu den wichtigsten und einflussreichsten Zweigen der Holzindustrie, die wiederum ein Teil der Holzwirtschaft ist. Paletten und Kisten werden in der Regel aus dimensionierten Holzteilen oder aus Holzwerkstoffen hergestellt. Eingesetzt werden vor allem Fichte, Kiefer, Tanne und Buche aus Deutschland und Europa. Bei den Holzkisten dominieren Sperrholz und OSB. Die Betriebe der Branche bieten Dienstleistungen aus den Bereichen Verpacken, Containerstau und Logistik an. Die gesamte Warenwirtschaft und damit auch der Außenhandel des Exportweltmeisters Deutschland basiert im Wesentlichen auf dem Austausch von Gütern auf oder in Holzpackmitteln. Dies zeigte sich vor allem zu Beginn des Jahres 2018: Auf Grund der boomenden Wirtschaft gab es Engpässe bei der Versorgung mit Paletten.

## Geschichte
Die Ursprünge des HPE gehen auf den im Jahr 1869 in Börnichen/Erzgeb. gegründeten „Kistenfabrikantenverein“ zurück. Es folgten weitere regionale Vereinigungen von Kistenfabrikanten in Chemnitz, Berlin, Frankfurt am Main und Nürnberg.
Um eine überregionale Bedeutung zu bekommen, gründete sich am 5. Juli 1915 der Verband Deutscher Kistenfabrikanten und verwandter Geschäftszweige e. V. in Leipzig. Im Jahr 1922 folgte die Namensänderung in den Verband Deutscher Kistenfabrikanten (VDK) e. V. Im Jahr 1934 wurde die auf freiwilliger Mitgliedschaft basierende Berufsorganisation aufgelöst und in die Fachuntergruppe Kistenfabrikation und verwandte Betriebe mit Zwangsmitgliedschaft überführt. Nach dem Zweiten Weltkrieg gründete sich im Jahr 1948 zunächst der selbständige Wirtschaftsverband der Kistenindustrie und verwandter Betriebe. Die Obmännerversammlung für die britische und amerikanische Zone modifizierte den Beschluss von 1948 und gründete den Fachverband der Kistenindustrie (FDK). Dieser wurde anschließend innerhalb der Arbeitsgemeinschaft der Deutschen Holzverarbeitenden Industrie in Form einer Fachabteilung angegliedert.
Im Jahr 1953 folgte die Gründung des Fachverbands der Deutschen Kistenindustrie e. V. als selbständiger Fachverband in Würzburg. Nachdem der Verband im Jahr 1959 in Verband der Kisten- und Palettenindustrie (VKP) e. V. umbenannt wurde, erhielt er im Jahr 1977 als Bundesverband Holzpackmittel, Paletten, Exportverpackung (HPE) e. V. seine heutige Namensgebung.
Der HPE rief im Jahr 1978 den HPE-Juniorenkreis ins Leben und brachte damit den Unternehmernachwuchs in die Verbandsgemeinschaft ein. Im Jahr 1980 gründete der HPE die Fachgruppe „Verpackung nach HPE-Standard“ und führte damit ein Gütesiegel für die Qualität von Holzverpackungen ein. Im Jahr 1991 folgte die VHP-Verwertungsgesellschaft für Holzpackmittel und Paletten mbH, um die aus der Verpackungsverordnung erwachsenen organisatorischen Aufgaben wahrzunehmen.

## Organisation
Der HPE hat seine Geschäftsstelle in Bad Honnef. Der Vorstand arbeitet ehrenamtlich. Von 1963 bis 1993 waren Karl Heinz Heuchemer von der Heuchemer Verpackung GmbH & Co. KG, Bad Ems, und von 1993 bis 2003 Gustl Martlmüller von der Weiß Holzwerk GmbH, Bruckmühl und von 2003 bis 2019 Joachim Hasdenteufel, geschäftsführender Inhaber der hapack Packmittel GmbH & Co. KG, Montabaur, Vorsitzender des Vorstands. Seit Juni 2019 ist Jürgen Rademacher, geschäftsführender Gesellschafter der Joh. Rademacher GmbH & Co.KG, Arnsberg Vorsitzender des Vorstands. Geschäftsführer ist Marcus Kirschner. Er wurde im Juni 2021 erneut auf der Mitgliederversammlung wiedergewählt.
Die Fachabteilungen des Verbandes repräsentieren die einzelnen Branchen der Holzpackmittelindustrie.
In der Fachabteilung Paletten sind die Anbieter von Paletten aus Holz aus dem gesamten Bundesgebiet vereint. Zu den Produkten zählen Standardpaletten, wie Europaletten und CP-Paletten sowie Sonderpaletten. Letztere kommen als Einwegpaletten, aber auch als Mehrwegpaletten zum Einsatz.
In der Fachabteilung Verpackungsbetriebe organisieren sich die Anbieter von Packmitteln aus Holz und Dienstleistungen in den Bereichen Verpacken und Containerstau aus dem gesamten Bundesgebiet.

### HPE Fachgruppen
Die HPE-Fachgruppen „HPE Certified Custom Packaging“ und „HPE Certified Pallets“ verpflichten sich der Einhaltung der HPE-Richtlinien. Diese Branchenstandards sind weltweit nachgefragt und bündeln das Wissen der Branche für Verpackungen und Paletten.

#### HPE Certified Custom Packaging
In der Fachgruppe „HPE Certified Custom Packaging“ sind Fachverpacker organisiert, die in den HPE-Verpackungsrichtlinien Mindeststandards festgelegt haben. Die HPE-Verpackungsrichtlinien gewährleisten eine qualitativ einwandfreie und marktgerechte Exportverpackung. Darüber hinaus unterziehen sich die Mitglieder der Fachgruppe „HPE-Certified Custom Packaging“ eines regelmäßigen unabhängigen Audits und verpflichten sich, die Mitarbeiter in Verpackerlehrgängen zu schulen und eine spezielle Verpackungshaftpflichtversicherung abzuschließen. Diese Hersteller dürfen ihre Verpackungen mit der eingetragenen Marke „HPE Certified Custom Packaging“ kennzeichnen.

#### HPE Certified Pallets
Wie schon im Bereich Verpackung schließen sich auch die Hersteller Paletten, die sich dem hohen Branchenstandard verpflichten, in einer eigenen Fachgruppe unter dem Namen „HPE Certified Pallets“ zusammen. Die Qualitätssicherung erfolgt über die unabhängige Auditierung der Fachgruppenmitglieder Analog zur Verpackungsrichtlinie dient die Palettenrichtlinie als Qualitätsstandard für diejenigen Hersteller, die sich dem hohen und klar definierten Qualitätsniveau verpflichten. Diese Hersteller dürfen ihre Ladungsträger mit der eingetragenen Marke „HPE Certified Pallets“ kennzeichnen.

## Software
Mit der HPE-Version von „PALLET-Express“ liegt ein völlig neues Programm vor, mit dem Paletten nach dem Stand der Technik konstruiert und berechnet werden können. Der Kern der HPE-Version sind die in umfangreichen Versuchsreihen beim BFSV Verpackungsinstitut Hamburg ermittelten und wissenschaftlich belastbaren Kennwerte für Palettenholz. Die HPE-Version von „PALLET-Express“ liefert aufgrund der ermittelten Festigkeitskennwerte und angepassten Beiwerte praxisgerechte Ergebnisse für die Tragfähigkeit von Holzpaletten. Der Einsatz der Software trägt damit zu Sicherheit und Qualität bei.
Kurz vor der Markteinführung steht „CASE-Express“. Die Kisten-Software rechnet nach den aktuellen normativen Vorgaben des Eurocodes 5 unter Einsatz der Finite-Elemente-Methode. Die Entwicklung des Rechenkerns wurde ebenfalls wissenschaftlich begleitet.

## Publikationen
- Bundesverband Holzpackmittel, Paletten, Exportverpackung e. V. (HPE), HPE-Verpackungsrichtlinien, 4. Auflage, ISBN 978-3-9819174-5-1.
- Bundesverband Holzpackmittel, Paletten, Exportverpackung e. V. (HPE), HPE-Packaging Guidelines, 4. Edition, ISBN 978-3-9819174-6-8.
- Bundesverband Holzpackmittel, Paletten, Exportverpackung e. V. (HPE), HPE-Palettenrichtlinie, 1. Auflage, ISBN 978-3-9819174-2-0.